# Іщенко Володимир Олександрович
Володимир Олександрович Іщенко (нар. 16 червня 1982) — український соціолог, кандидат соціологічних наук. Автор численних досліджень про протести, суспільні рухи, революції, політичне насильство, радикальних лівих і правих, громадянське суспільство, націоналізм, Євромайдан, російсько-українську війну. Працював у Вільному університеті Берліна, Технічному університеті Дрездена, Київському політехнічному інституті та Києво-Могилянській академії. Член міжнародної мережі науковців-дослідників пострадянських країн PONARS Eurasia та асоційований дослідник Alameda Institute. Був співзасновником та редактором журналу соціальної критики «Спільне». Часто коментує українські політичні події для The Guardian, Al Jazeera, New Left Review, Jacobin, LeftEast та інших міжнародних ЗМІ.

## Освіта і професійна діяльність
1999 р. — закінчив київський Ліцей № 38.
1999—2003 рр. — навчався на бакалавраті Національного університету «Києво-Могилянська академія».
2003—2004 рр. — навчався на магістратурі Факультету соціології та соціальної антропології Центральноєвропейського університету. Його керівниками були марксистські соціальний антрополог Дон Калб та соціолог Ділан Райлі.
З 2004 р. — аспірантура на кафедрі соціології НаУКМА.
2006—2007 рр. — стажувався в Університеті Торонто (Канада), за програмою обмінів між Центром російських і східноєвропейських студій (CERES) Університету Торонто і НаУКМА.
У 2007—2015 роках працював в Національному університеті «Києво-Могилянська академія», викладав на кафедрі соціології.
2011 р. — захистив дисертацію за темою «Нові ліві як суспільний рух у суспільстві, що трансформується: на прикладі України». Науковий керівник — Павло Кутуєв.
У 2015—2018 роках викладав на кафедрі соціології КПІ імені Ігоря Сікорського, Факультет соціології і права.
У 2019—2021 роках працював у Інституті славістики Технічного університету Дрездена за стипендією Фонду Александра фон Гумбольдта.
З 2021 року працює у Інституті східноєвропейських досліджень Вільного університету Берліна.

## Науковий внесок
У 2009 році Володимир Іщенко ініціював та почав керувати проектом «Ukrainian Protest and Coercion Data», який створив систематичну базу даних усіх протестних подій, їхньої форми, учасників, цілей, вимог, місця і часу проведення, репресій і поступок у відповідь на протести тощо, які відбувалися на території України з жовтня 2009 по грудень 2016 року і про які з'являлися інформаційні повідомлення у близько 200 українських вебмедіа. До 2014 року команда дослідників, що займалася цим проектом, працювала в Центрі дослідження суспільства, після чого перейшла в Центр соціальних і трудових досліджень. Актуальні результати моніторингу протестів розповсюджувалися у прес-релізах, аналітичних звітах, презентаціях, популярних статтях і авторських колонках, представлялися на прес-конференціях для українських ЗМІ та активістів. Детальний аналіз даних «Ukrainian Protest and Coercion Data» опублікований у низці наукових статей у провідних міжнародних академічних журналах.
З 2014 року досліджує радикальних націоналістів та лівих, насильство, націоналізм та імперіалізм на Євромайдані та після нього. Ці дослідження стали основою для розробки (спільно з російським соціологом Олегом Журавльовим) теорії дефіцитарних революцій, що відтворюють та посилюють сучасну кризу гегемонії, у тому числі у пострадянських країнах. Концептуальна рамка цієї теорії лягла в основу матеріалістичного аналізу російсько-української війни як ескалації пострадянського класового конфлікту між альянсом професійного середнього класу й транснаціонального капіталу, з одного боку, та політичними капіталістами, яких він визначав як фракцію капіталістичного класу, чия найбільша конкурентна перевага полягає у вибіркових перевагах з боку держави. Публіцистичні статті та есеї з викладом цього аналізу видані у збірці «Towards the Abyss: Ukraine from Maidan to War», що вийшла у 2024 р. у видавництві Verso.
Був один з перших, хто після початку повномасштабного вторгнення Росії в України, передбачив перехід Росії до політики «військового кейнсіанства».

## Громадська діяльність і політична позиція
Зі шкільних років вважав себе анархістом, згодом став марксистом. В 2001 році брав участь у протестній кампанії Україна без Кучми.
В 2005—2009 роках брав участь у роботі над лівими інформаційними сайтами contr.info й livasprava.in.ua (які вже не працюють), був активістом і членом оргкомітету руху «Нові ліві». В 2009 році допоміг із виданням книжки Марлена Інсарова «Мы, украинские революционеры и повстанцы…», присвяченій лівим тенденціям в УПА. Однак, у полеміці щодо книжки критично оцінював аргументи Інсарова як «поверхові» і «часто притягнуті за вуха».
В 2007—2010 роках був активістом громадського руху «Збережи старий Київ» та автором статей з аналізом цього руху з перспективи соціології суспільних рухів.
Не підтримував Євромайдан та євроінтеграцію, але в січні 2014 року брав участь у спробі організувати страйк у НаУКМА, як відповідь на диктаторські закони 16 січня.
10 березня 2014 року під час публічної дискусії в Палаті громад Великої Британії закликав повністю списати зовнішній борг України, скасувати візи для українців, запровадити санкції проти російських політиків та чиновників, і вимагати не включати до українського уряду ультраправих політиків.
З початком війни на сході України зайняв антивоєнну позицію, не підтримуючи жодну зі сторін.
Був одним із засновників та активних редакторів журналу соціальної критики «Спільне», зокрема головним редактором четвертого числа журналу, присвяченого класовій експлуатації та класовій боротьбі. У грудні 2017 року вийшов з редакції журналу внаслідок низки політичних та емоційних конфліктів. У 2019 році припинив співпрацю з київськими «новими лівими».
Став одним із п'яти активістів, аналізованих як кейс-стаді у монографії американської дослідниці Крістін Емерен, присвяченій політичному активізму в Україні в 2000—2014 роках.

## Нагороди
У 2024 р. нагороджений премією Деніела Сінгера (2-е місце) за статтю «Ukrainian voices?», опубліковану у New Left Review.

## Цікаві факти
- Допис Володимира Іщенка в соціальній мережі Facebook за 1 березня 2014 року, написаний як реакція на російську інтервенцію в Криму (і опублікований згодом на сайті журналу «Спільне»[41]), протягом наступних двох днів був перекладений та опублікований одинадцятьма мовами: англійською[42], болгарською[43], латвійською[44], португальською[45], грецькою[46], чеською[47], румунською[48], італійською[49], французькою[50], голландською[51] та сербо-хорватською[52].
- У 2024 році досягнув найвищого значення індексу Хірша серед усіх українських соціологів у найбільших базах міжнародних рецензованих наукових журналів Scopus та Web of Science[53].
- У 2024 році європейський соціально-антропологічний журнал Focaal: Journal of Global and Historical Anthropology включив його книжку «Towards the Abyss: Ukraine from Maidan to War» до списку «ста незамінних творів для роздумів у наш час»[54].

## Основні публікації

### Книжки
- Towards the Abyss: Ukraine from Maidan to War. — London — New York: Verso Books, 2024. — 192 p., ISBN 9781804295540.

### Наукові статті
- Class or regional cleavage? The Russian invasion and Ukraine’s ‘East/West’ divide // European Societies 46(2): 297—322. — 2024.
- The Minsk Accords and the Political Weakness of the ‘Other Ukraine’ // Russian Politics 8(2): 127—146. — 2023.
- Ukrainian Voices? // New Left Review 138: 29—38. — 2022.
- Imperialist ideology or depoliticization? Why Russian citizens support the invasion of Ukraine // HAU: Journal of Ethnographic Theory 12(3): 668—676. — 2022. (у співавторстві з Олегом Журавльовим)
- Left Divergence, Right Convergence: Anarchists, Marxists, and Nationalist Polarization in the Ukrainian Conflict, 2013—2014 [Архівовано 18 січня 2022 у Wayback Machine.] // Globalizations 17(5): 820—839. — 2020.
- Exclusiveness of civic nationalism: Euromaidan eventful nationalism in Ukraine [Архівовано 18 січня 2022 у Wayback Machine.] // Post-Soviet Affairs 36(3): 226—245. — 2020. (у співавторстві з Олегом Журавльовим)
- Insufficiently diverse: The problem of non-violent leverage and radicalization of Ukraine's Maidan uprising, 2013—2014 [Архівовано 14 лютого 2022 у Wayback Machine.] // Journal of Eurasian Studies 11(2): 201—215. — 2020.
- Far right participation in the Ukrainian Maidan protests: an attempt of systematic estimation // European Politics and Society 17(4): 453—472. — 2016.
  - Участие крайне правых в протестных событиях Майдана: попытка систематического анализа // Форум новейшей восточноевропейской истории и культуры. — 2016 — № 1. — С.103-127.
  - Участь крайніх правих у протестах Майдану: спроба систематичної оцінки [Архівовано 25 квітня 2017 у Wayback Machine.] // Спільне. — № 9, 2015. (переклад ранньої версії статті)
- Fighting Fences vs Fighting Monuments: Politics of Memory and Protest Mobilization in Ukraine // Debatte: Journal of Contemporary Central and Eastern Europe. — Volume 19, Issue 1-2, 2011. — P. 369—395.

### Розділи у наукових збірниках
- Ukraine // The Palgrave Handbook of Radical Left Parties in Europe, Publisher: Palgrave Macmillan, Editors: L. March, F. Escalona, M. Vieira, pp. 665–692. — 2023.
- The Ukrainian New Left and Student Protests: A Thorny Way to Hegemony // Radical Left Movements in Europe, Publisher: Routledge, Editors: Magnus Wennerhag, Christian Fröhlich, Grzegorz Piotrowski, pp. 211–229. — 2017.

### Аналітика та публіцистика
- The Russian Invasion and the Left in Ukraine // LuXemburg. — 2023.
- Russian Military Keynesianism: Who Benefits from the War in Ukraine? // PONARS Eurasia policy memo No. 865. — 2023. (у співавторстві з Іллею Матвеєвим та Олегом Журавльовим)
- Behind Russia’s War Is Thirty Years of Post-Soviet Class Conflict // Jacobin. — 2022.
- How Maidan Revolutions Reproduce and Intensify the Post-Soviet Crisis of Political Representation // PONARS Eurasia policy memo No. 714. — 2021. (у співавторстві з Олегом Журавльовим)
- Nationalist Radicalization Trends on Post-Euromaidan Ukraine [Архівовано 24 січня 2021 у Wayback Machine.] // PONARS Eurasia policy memo No. 529. — 2018.